# Guilliano
Guilliano is een Nederlandse dj-producer uit Haarlem.
In 2010 brak hij door met gigs in Nederland, Marokko en verder in Europa. Zijn sets bestaan uit een combinatie van tech- en progressive house.
In 2011 had hij samen met Anita Meyer een hit met zijn remix van haar nummer 1-hit uit 1981, Why Tell Me, Why.